# 올림픽홀

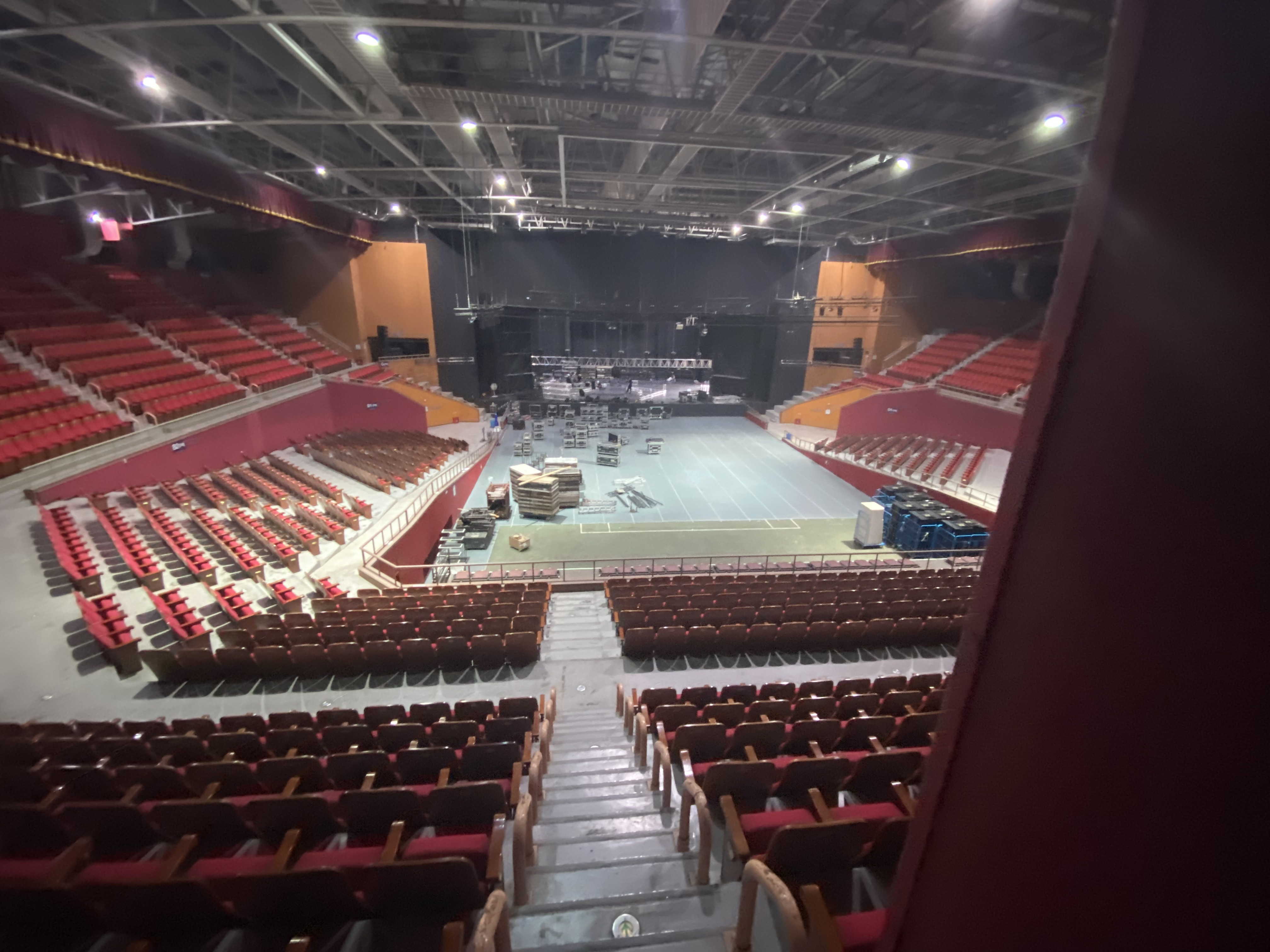
내부 모습

올림픽홀은 대한민국 서울특별시 송파구 올림픽공원 내에 있는 연주회장이다. 본래 야외 테니스장으로 사용하던 곳으로 테니스장 및 음악 공연장 겸용으로 2003년 신축되었다. 2010년 문화체육관광부에서 올림픽홀을 리모델링을 실시하여 2011년 3월에 재개장하였다. 그리고 2009년 백상예술대상, 2017년과 2020년 여자친구 팬미팅과 2018년 1월 여자친구의 첫 단독콘서트인 'Season of GFriend' 그리고 2010년 1월 이영호 대 진영화의 EVER 스타리그 2009 결승전도 개최되는 등 각종 행사들이 열리고 있다.